# Frakkfjorden
Frakkfjorden (også skrevet Frakfjorden) er en fjord i Loppa kommune i Troms og Finnmark fylke  i Norge. Fjorden har indløb mellem Kjæresnes i sydvest og Meurtan i nordøst, syd for øen Loppa, og går 8,5 kilometer mod syd til Frakkfjordbotn.
Der ligger et par bebyggelser ved fjorden, som Langstrand, Toften og Innerbukt på østsiden og Neset og Skavnakk på vestsiden. Ingen af disse har vejforbindelse til resten af kommunen. Fra bunden af fjorden er der kun cirka to kilometer mod syd til bunden af Olderfjorden.